# Лудвиг Кристиан фон Зайн-Витгенщайн-Хоенщайн
Лудвиг Кристиан фон Зайн-Витгенщайн-Хоенщайн (на немски: Ludwig Christian von Sayn-Wittgenstein-Hohenstein: * 17 януари 1629; † 25 януари 1683) е граф на Зайн-Витгенщайн в Хоенщайн.
Той е най-големият син на граф Йохан VIII фон Зайн-Витгенщайн-Лора-Хоенщайн (1601 – 1657) и съпругата му графиня Анна Августа фон Валдек-Вилдунген (1608 – 1658), дъщеря на граф Кристиан фон Валдек-Вилдунген (1585 – 1637) и графиня Елизабет фон Насау-Зиген (1584 – 1661).
Братята му са Георг Вилхелм (1630 – 1657), Густав 1633 – 1700), граф на Зайн-Витгенщайн-Хоенщайн в Клетенберг, Йохан Фридрих цу Сайн (1631 – 1656, умира при дуел в Кьонигсберг), Ото цу Сайн (1639 – 1683, убит), и Фридрих Вилхелм (1647 – 1685), граф на Сайн-Витгенщайн-Хоенщайн-Фалендар.
Лудвиг Кристиан умира бездетен на 25 януари 1683 г. на 54 години.

## Фамилия
Лудвиг Кристиан фон Зайн-Витгенщайн-Хоенщайн се жени на 27 май 1656 г. в Грайфенщайн за графиня Елизабет Маргарета фон Золмс-Браунфелс-Грайфенщайн (* 23 май 1637; † 1681), дъщеря на граф Вилхелм II фон Золмс-Браунфелс-Грайфенщайн и Вьолферсхайм (1609 – 1676) и първата му съпруга графиня Йоханета Сибила фон Золмс-Хоензолмс (1623 – 1651). Те нямат деца.
Той се жени втори път 1682 г. за Анна Елизабет Вийг. Бракът е бездетен.